# Allocosa lawrencei
Allocosa lawrencei là một loài nhện trong họ wolfspinnen (Lycosidae).
Loài này thuộc chi Allocosa. Allocosa lawrencei được Carl Friedrich Roewer miêu tả năm 1951.